# Азаренков, Семён Сергеевич
Семён Сергеевич Азаренков — машинист локомотивного депо Шилка, Герой Социалистического Труда (1966).

## Биография
Родился 19 февраля 1920 года в деревне Городок Ельнинского уезда Смоленской губернии в семье крестьянина-бедняка.
В 1934 году окончил семилетнюю школу и вместе с родителями переехал в Читинскую область. По приезде поступил на работу слесарем по ремонту паровозов в паровозное депо Шилка.
В 1943 году вступил в коммунистическую партию. В 1945-1946 годах учился в Читинской областной совпартшколе, по окончании которой до 1948 года был инструктором Шилкинского райкома ВКП(б). В 1948 году вернулся на работу в депо, работал помощником машиниста паровоза. В 1953 году прошёл обучение на машиниста и с 1953 по 1976 год работал машинистом паровоза, затем тепловоза.
Указом Президиума Верховного Совета СССР от 4 августа 1966 года Семёну Азаренкову было присвоено звание Героя Социалистического Труда с вручением Ордена Ленина.
В 1976 году вышел на пенсию, персональный пенсионер союзного значения.
Занимался историческим краеведением, публиковался в газете «Шилкинская правда».
Награждён орденами Ленина (1966), Октябрьской Революции, медалями «За трудовую доблесть», «За трудовое отличие».
Проживал в городе Шилка Читинской области, скончался 24 июля 2006 года.